# Friedrich Oesterlen (Mediziner)
Friedrich Oesterlen (* 22. März 1812 in Murrhardt; † 19. März 1877 in Stuttgart) war ein württembergischer Arzt, der an mehreren Orten, zum Teil im Ausland, tätig war.

## Leben

### Ausbildung
Oesterlen wurde als Sohn des damaligen Unteramtsarztes und späteren fürstlich Hohenlohe-Oehringen’schen Leibarztes Dr. Christian Oesterlen geboren. 
Nachdem er schon als Gymnasiast Kenntnisse in Botanik und Physik erlangt hatte, begann Oesterlen in Tübingen ein Studium der Medizin. Seine Bearbeitung der Preisaufgabe über „Einheit oder Mehrheit der venerischen Contagien“ wurde 1833 mit dem Preis gekrönt und nach glänzend bestandenen Prüfungen war Oesterlen bestrebt in Würzburg, Wien und Paris sich die technischen Fertigkeiten in Untersuchungsmethoden und Operationen zu eigen zu machen, zu deren Erwerbung das damalige Tübingen keine Gelegenheit geboten hatte.
Als Unteramtsarzt 1835 in seiner Vaterstadt Murrhardt angestellt, heiratete Oesterlen 1838 die Tochter eines Landgeistlichen. In seiner Freizeit neben dem ärztlichen Dienst veröffentlichte Oesterlen wissenschaftliche Arbeiten und Untersuchungen, wie die über den Magen des Krebses (Müllers Archiv) und die in den beiden ersten Jahrgängen des Roser-Wunderlich'schen Archivs erschienenen „Versuche über die Imbibition thierischer Gebilde“ und die bedeutenden „Versuche über den Uebergang des regulinischen Quecksilbers in die Blutmasse“ machten den Namen des jungen Landarztes in der wissenschaftlichen Welt bald bekannt. Im Jahr 1841 nahm Oesterlen einen längeren Urlaub, um sich bei Henle in Zürich mit der mikroskopischen Technik vertraut zu machen.

### Akademische Laufbahn
Im Jahr 1843 habilitierte Oesterlen sich in Tübingen und las als Privatdozent mit großem Erfolg über Heilmittellehre, allgemeine Pathologie u. a. Die Vertiefung in das Studium der Heilmittellehre ließ ihn den traurigen Zustand erkennen, in welchem diese Disziplin sich damals befand und als ein reformierendes Werk erschien 1844 sein „Handbuch der Heilmittellehre“, welches zündend einschlug und wegen seiner streng wissenschaftlichen Fassung und seiner Gründlichkeit selbst für solche ein wertvolles „Handbuch“ wurde und jahrzehntelang blieb, welchen seine Kritik und sein Zweifeln zu weit zu gehen schienen. Im Jahr 1846 folgte Oesterlen einem Ruf als ordentlicher Professor an die Kaiserliche Universität Dorpat. Hier las er zunächst Heilmittellehre und übernahm im zweiten Semester die Leitung der medizinischen Klinik. Er machte sich bald durch sein ernstes Streben, seine ungewöhnliche Lehrgabe und sein bei aller Energie humanes Wesen bei Schülern und Kollegen beliebt; allein er war überarbeitet, seine Frau wurde kränklich, ein Urlaubsgesuch wurde abgeschlagen (1848!) und so manches andere trat störend und verstimmend an ihn heran.
So nahm er die ihm nicht gerne gewährte Entlassung aus dem russischen Staatsdienst und kehrte im Juni 1848 nach Deutschland, zunächst nach Stuttgart zurück. Mit diesem Schritt war die unter günstigen Vorzeichen begründete akademische Laufbahn Oesterlens beendet. Er hatte nicht daran gezweifelt, an einer deutschen Universität wieder eine Stellung gewinnen zu können. In dieser Hoffnung sah er sich getäuscht, und so war er von nun an darauf angewiesen, ohne die mit einer akademischen Stellung verbundenen Förderungen für Sache und Person seiner Wissenschaft weiter zu dienen. In schwerem Ringen hat er die Wissenschaft hochgehalten und nach Kräften gefördert, allein es konnte ihm nicht erspart bleiben zu sehen, dass so manches, was er begonnen hatte, von anderen beendet wurde und dass der volle Erfolg ihm, dem auf sich selbst Angewiesenen und Isolierten, nicht zuteilwurde.
Nach einem in Stuttgart verbrachten Jahr, in welchem er bei Fehling einen praktischen Cursus in der Chemie durchgemacht hatte, zog er nach Heidelberg um, hielt dort als Privatdozent Vorlesungen über Heilmittellehre und Hygieine und ließ 1850 das Handbuch der Hygieine erscheinen. Dieses Werk lehnte sich zunächst an französische und englische Vorbilder an; es war das erste, das den in jenen Ländern gewonnenen Stand der öffentlichen und privaten Gesundheitspflege auch in Deutschland bekannt machte und das Interesse der Ärzte und weiterer Kreise für diese wichtigen Fragen zu erwecken suchte. In seiner Hoffnung, in Heidelberg eine außerordentliche Professur für Heilmittellehre zu erlangen (das Handbuch war schon in 5. Auflage erschienen), getäuscht, gab Oesterlen die Lehrtätigkeit, zu der er vor Vielen berufen war, auf. Er verlebte nun von 1854 an einige arbeitsreiche Jahre in Stuttgart und machte dazwischen 1856 eine längere Reise in England und Belgien, welche ihm und den späteren Auflagen des Handbuchs der Hygieine sehr zustattenkam.

### Späte Jahre
Im Jahre 1858 nach Zürich übergesiedelt, gab er dort die erste deutsche Zeitschrift für Hygiene und medizinische Statistik heraus, für welche aber die Zeit noch nicht gekommen war. Als Frucht nahezu zwanzigjähriger, mühsamer Arbeit erschien 1865 das „Handbuch der medicinischen Statistik“, eine reiche Fundgrube für spätere Arbeiter auf diesem Gebiet. Land und Leute der Schweiz waren Oesterlen lieb geworden; Hochtouren in den Alpen waren die einzige Erholung, welche zeitweise sein immer mehr verdüstertes Gemüt aufheiterten. Um seinen geliebten Bergen näher zu sein war Oesterlen 1869 nach Glarus gezogen.
Wegen der sich verschlechternden Gesundheit seiner Frau und aus patriotischen Motiven kehrte er 1870 nach Deutschland zurück. In Stuttgart vollendete er im Mai 1876 die dritte Auflage seiner Hygiene. Im September desselben Jahres starb seine Frau, er selbst starb kaum ein halbes Jahr später an einem Hirnschlag. Seine letzte Ruhestätte fand er auf dem Stuttgarter Fangelsbachfriedhof.

## Werke (Auswahl)
- Historisch-kritische Darstellung des Streites über die Einheit oder Mehrheit der venerischen Contagien, 1836.
- Beiträge zur Physiologie des gesunden und kranken Organismus, 1843.
- Medicinische Logik, 1852.
- Der Mensch und seine physische Erhaltung. Hygieinische Briefe für weitere Leserkreise, 1859.
- Handbuch der Heilmittellehre, 1861
- Die Seuchen, ihre Ursachen, Gesetze und Bekämpfung, 1873.